# Buzz! The Mega Quiz
Buzz! The Mega Quiz è il quarto videogioco per PlayStation 2 della serie Buzz!. Si gioca con gli appositi Buzzer-Buzz!. Il genere è Quiz di argomenti vari, dalla Geografia alla Musica e così via.
Sono presenti due modalità di gioco: giocatore singolo e multigiocatore (che arriva fino a 8 giocatori) che è la più utilizzata dai giocatori di Buzz! perché considerata più divertente.

## Il presentatore Buzz e gli altri personaggi
Buzz è il presentatore del gioco, un uomo spiritoso e pungente. Buzz è accompagnato da Rose la sua valletta che spiegherà durante il gioco le regole di ogni round.

## Round del gioco

### Scegli il Tema
In questo primo round ogni giocatore a turno deve scegliere premendo il tasto rosso del Buzzer Buzz! la categoria di domanda a cui vuole rispondere: Musica, Geografia, Cinema, Stranezze ecc. Quando viene proposta la domanda il giocatore deve premere uno dei 4 tasti colorati del buzzer per scegliere la risposta che per lui sembra esatta. Vince il round chi risponde esattamente a più domande e guadagna più punti.

## Round intermedi

### Chi vince resta
Ai giocatori verranno date due alternative per rispondere ad una domanda che rimane invariata fino alla fine del turno, i giocatori che sbagliano escono dal turno mentre quelli che rimangono continuano a guadagnare una quantità sempre maggiore di punti per ogni risposta esatta. Il turno finisce quando tutti i giocatori sono eliminati o dopo un certo numero di domande. La domanda cambia a ogni turno

### Speedy Buzzer
Qui vince chi preme per primo il tasto colorato del buzzer che rappresenta la risposta esatta.

### Torte in Faccia
Rispondi correttamente a una domanda per punire l'avversario scelto con una torta in faccia e riuscire a farlo uscire dal round.

### Giramondo
Scegli la destinazione da raggiungere con il jet di Buzz! e rispondi alla domanda del luogo che hai scelto.

## Round conclusivi

### Ordina tutto
Ogni domanda presenta quattro elementi da ordinare secondo le indicazioni espresse nella domanda(Es: ordina queste canzoni dalla più vecchia alla più recente). Guadagnano punti solo i giocatori che riescono a riordinare tutti gli elementi senza sbagliare

### Rubapunti
In questo round devi rispondere esattamente alle domande proposte e rubare i punti all'avversario scelto. 

### Conto alla Rovescia
Questo è il Round finale, i punti guadagnati dai giocatori determinano il tempo a disposizione di ognuno; il tempo continua a scorrere fin quando il giocatore non dà la risposta. Una risposta giusta blocca il timer fino alla domanda successiva, mentre una sbagliata sottrae del tempo in più, guadagna tempo solo il più rapido a rispondere correttamente. Una volta esaurito il tempo, il giocatore viene eliminato; vince l'ultimo giocatore che rimane in gioco.